# 雲錦路駅 (南京市)
雲錦路駅（うんきんろ-えき）は中華人民共和国江蘇省南京市建鄴区水西門大街と雲錦路の交差点にある、南京地下鉄2号線の駅である。

## 駅構造
- 島式ホーム1面2線の地下駅。

| 2号線ホーム | ←2号線 油坊橋方面 |
| 2号線ホーム | 島式ホーム        |
| 2号線ホーム | 2号線 経天路方面→ |

## 駅周辺
- 侵華日軍南京大屠殺遇難同胞紀念館

## 歴史
- 2010年5月28日2号線の駅として開業。

## 隣の駅
南京地下鉄
■2号線
集慶門大街駅 - 雲錦路駅 - 莫愁湖駅
| スタブアイコン | サブスタブ | この項目は、まだ閲覧者の調べものの参照としては役立たない、鉄道に関連した書きかけの項目です。この項目を加筆・訂正などしてくださる協力者を求めています（P:鉄道/PJ:鉄道）。 |

座標: 北緯32度02分14秒 東経118度44分31秒 / 北緯32.0371度 東経118.742度